# Occupazione indonesiana di Timor Est
L'occupazione indonesiana di Timor Est iniziò nel dicembre del 1975 dopo l'apposita invasione e durò fino a ottobre 1999. Dopo secoli di dominio coloniale portoghese a Timor Est, un colpo di stato nella madrepatria portoghese nel 1974 portò alla decolonizzazione delle sue ex colonie, creando instabilità nella regione di Timor Est e lasciando il suo futuro incerto. Dopo una breve guerra civile, il movimento indipendentista FRETILIN proclamò la vittoria nella città capitale di Dili e dichiarò l'indipendenza del paese il 28 novembre 1975.
Rivendicando una richiesta di assistenza dai capi di Timor Est, l'esercito indonesiano invase Timor Est il 7 dicembre dello stesso anno, e pose fine ad ogni resistenza timorese nel 1979. A seguito di un'"Assemblea Popolare" controversa, non ritenuta dai più come un atto genuino di autodeterminazione, l'Indonesia dichiarò il territorio una sua provincia, rinominandola Timor Timur.
Immediatamente dopo l'invasione, l'Assemblea Generale e il Consiglio di Sicurezza delle Nazioni Unite si risolsero per condannare le azioni degli indonesiani nella regione a meno che non si ritirassero immediatamente dal territorio. Oltre all'Indonesia, l'unica a riconoscere il Timor Est come provincia indonesiana era l'Australia, la quale iniziò quindi i negoziati per dividere le risorse presenti nelle coste timoresi.
Il governo indonesiano fu sostenuto anche da quello di paesi come gli Stati Uniti, il Giappone, il Canada e la Malaysia, ma l'invasione di Timor Est e la conseguente soppressione del suo movimento indipendentista ne avevano danneggiato gravemente la reputazione e la credibilità internazionale.
Per ventiquattro lunghi anni, il governo indonesiano pose il popolo timorese sotto una sistematica routine di torture, abusi, schiavitù sessuale, massacri, esecuzioni extragiudiziali e inedia deliberata. Il massacro di Santa Cruz del 1991 causò scandalo in tutto il mondo e non fu né il primo né l'ultimo nella regione. Vi fu però una forte resistenza al dominio indonesiano; nel 1996, il premio Nobel per la pace fu dato a due timoresi, Carlos Filipe Ximenes Belo e José Ramos-Horta, per i loro continui sforzi per porre fine in modo pacifico all'occupazione. Alla fine, vi fu un referendum del 1999 per determinare il futuro di Timor Est; il referendum finì con una soverchiante maggioranza a favore dell'indipendenza, che divenne completa nel 2002. La Commissione per il Riconoscimento, Verità e Riconciliazione nel Timor Est stimò che, su una popolazione approssimativamente di 823 386 persone nel 1999, erano morti tra i 90 800 e i 202 600 abitanti durante l'occupazione per inedia e violenze, di cui 17 600 e 19 600 di morte violenta e sparizioni, e il 70% delle morti violente fu attribuito all'Indonesia.
Dopo il referendum del 1999, vari gruppi paramilitari nell'esercito indonesiano guidarono un'ultima ondata di violenza nella quale gran parte delle infrastrutture del paese venne distrutta. L'INTERFET guidata dall'Australia riportò l'ordine, e dopo che l'Indonesia abbandonò il territorio, l'UNTAET lo amministrò per due anni fino al 2002, anno d'indipendenza de iure timorese, fondando un'unità speciale per investigare e perseguire i crimini commessi nel 1999. L'esito fu però poco convincente, a causa del corto raggio e delle poche sentenze emesse dai tribunali indonesiani che provocarono la richiesta per un tribunale internazionale per il Timor Est.
L'Università di Oxford proclamò con consenso accademico che l'occupazione di Timor Est fosse stata un genocidio, mentre l'Università di Yale lo tenne come parte del suo programma di Studi sul Genocidio.